# 西村登美江
西村 登美江（にしむら とみえ、1933年 -）は、京都府出身の元卓球選手。現役時代は日本代表として1952年の世界卓球選手権で金メダル2個を獲得。段級位は9段。国際卓球連盟世界ランキング最高位は5位。

## 経歴
1949年度、全日本卓球選手権大会で本庄俊彦と混合ダブルスに出場し、決勝で田舛彦介 / 田中良子組に0-2で敗れ準優勝。
1950年度、全日本選手権で石原れい子と出場した女子ダブルスでは決勝で大越喜美子 / 土井民枝組を2－1で倒し、初優勝。本庄と出場した混合ダブルス決勝では溝畑司呂 / 西山喜代子組に1-2で敗れ準優勝。
1951年度、全日本選手権シングルス決勝では大久保里子を2-0で下し、初優勝。石原と出場した女子ダブルスは決勝は渡辺睦子 / 川口沙智子組を2-0で下し2連覇。
1952年度、ボンベイ (インド) で行われた第19回世界卓球選手権ではシングルス準々決勝でギゼラ・ファルカス (ハンガリー) に1-3で敗れ敗退。楢原静と出場した女子ダブルスでは準決勝でヘレン・エリオット (スコットランド) / エルメリンデ・ウェルテル (オーストリア) 組に3-1で勝利。決勝はディアンヌ・ロー / ロザリンド・ロー組 (イングランド) を3-0で下し、金メダル獲得。団体でも金メダルを獲得。世界ランクは自己最高の5位で、日本人1位。
全日本選手権はシングルス決勝で田中に0-3で敗れ準優勝。石原と出場した女子ダブルスでは決勝で佐藤富士子 / 山本千代子組に1-2で敗れ準優勝。本庄と出場した混合ダブルスでは決勝で川井一男 / 後藤英子組を2-1で下し初優勝。
1953年、世界ランク7位で日本人1位。